# 戴氏真吸唇鱨
戴氏真吸唇鱨，為輻鰭魚綱鯰形目倒立鯰科真吸唇鱨屬的其中一種，分布於非洲喀麥隆Ja河流域，體長可達11.2公分，棲息在底層水域。

## 扩展阅读
維基物種上的相關：戴氏真吸唇鱨